# Gualtiero Zambonini

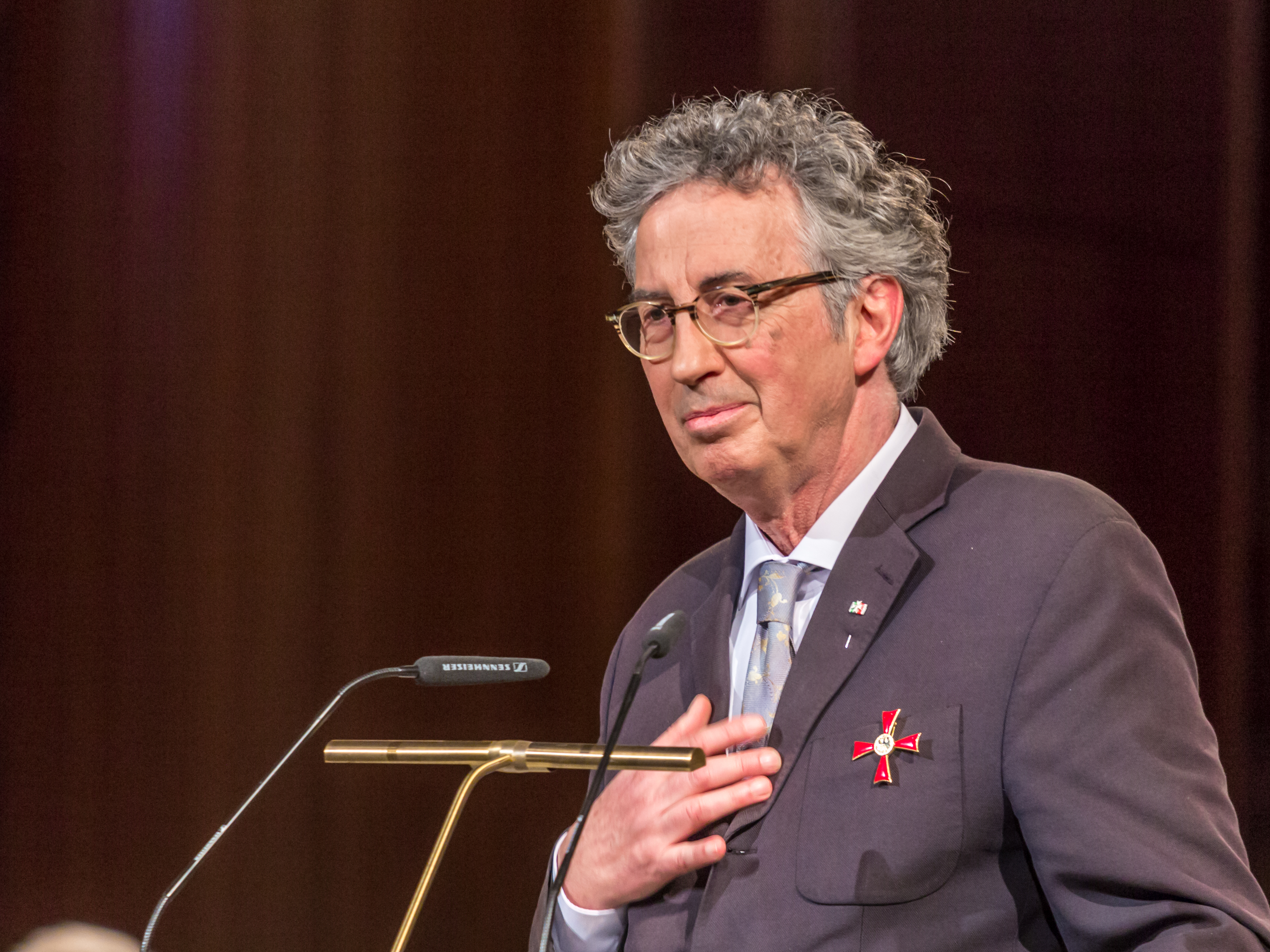
Gualtiero Zambonini, 2016

Gualtiero Zambonini (* 4. Dezember 1945 in Rom) ist ein italienischer Journalist. Er war von 2003 bis 2016 Integrationsbeauftragter des WDR.

## Lebenslauf
Gualtiero Zambonini wurde 1945 in Rom geboren. Dort schloss er 1969 das Studium der Geschichte und Philosophie ab.
Im Anschluss an sein Studium arbeitete er als freier Mitarbeiter für den Bayerischen Rundfunk im internationalen Nachrichtendienst und als Reporter der italienischen Redaktion. Von 1973 bis 1976 lehrte und forschte er unter anderem an der Ruhr-Universität Bochum und bei der Forschungsstelle Alfa Neuss (Publikation über interkulturelle Pädagogik).
Seit 1976 war er festangestellter Redakteur beim WDR, bis er 1983 Leiter der italienischen Redaktion des WDR wurde. In diesem Zeitraum war er zudem regelmäßig als stellvertretender Leiter der Redaktionsgruppe Fremdsprachen tätig. Dieses Amt bekleidete er bis 1995 ununterbrochen.
Am 1. November 1995 übernahm er als Leiter die Programmgruppe „Forum Europa“ und wurde damit zuständig für die Fremdsprachensendungen der ARD. Im Mai 1999 wurde er Mitgründer und erster Leiter der kosmopolitischen Integrationswelle des WDR Funkhaus Europa, in Kooperation mit Radio Bremen, rbb und NDR.
Im Jahre 2002 betätigte er sich als Gründungsmitglied der CIVIS-Medienstiftung.
Vom Mai 2003 bis Oktober 2016 war er Integrationsbeauftragter des WDR. Er vertrat während dieser Zeit die ARD beim Integrationsgipfel von damaliger Bundeskanzlerin Angela Merkel.
Am 20. August 2008 erhielt er in Düsseldorf den Verdienstorden des Landes Nordrhein-Westfalen, am 23. Oktober 2016 wurde er zudem von NRW Ministerpräsidentin Hannelore Kraft mit dem Bundesverdienstkreuz 1. Klasse ausgezeichnet.
Seit März 2018 ist er auf Vorschlag vom WDR Intendanten Tom Buhrow Vorsitzender des Schlichtungsausschusses des WDR.
Gualtiero Zambonini ist mit Anke Röhrbein verheiratet und hat zwei Kinder.

## Projekte und Initiativen (Auswahl)
- 1986 Ausländer und Massenmedien, internationaler Kongress in Köln zusammen mit dem Büro der Ausländerbeauftragten der Bundesregierung, der UNESCO, dem Europarat und der Deutschen Welle
- 1991 Mitglied des Runden Tisches für Ausländerfreundlichkeit in Köln
- 1992 Civis-Medienpreis für kulturelle Vielfalt und Integration für den Hörerwettbewerb Brücke zwischen zwei Kulturen
- 1993 Mitbegründer der Eurowerkstatt im WDR
- 1999 Leiter von Funkhaus Europa; Mitglied des Interkulturellen Rates in Deutschland
- 2002 Mitgestalter der Petersberger Gespräche zum Thema Integration der Kulturen – eine europäische Herausforderung in Kooperation mit der EU-Kommission
- 2000, 2001, 2002 Mitglied in der Lenkungsgruppe des WDR Europa-Forums in Brüssel und Warschau
- 2004 WDR Konferenz Vielfalt als Stärke neue Wege der Integration in Medien und Gesellschaft im Bonner Haus der Geschichte
- 2005 Zusammen mit der Aus- und Fortbildung ruft Zambonini WDR grenzenlos, die Talentwerkstatt für junge Journalistinnen und Journalisten aus Einwandererfamilien, ins Leben
- 2005 Jahre deutsche Vita – mit Fritz Pleitgen und dem damaligen Innenminister Otto Schily als Keynote-Speaker im Haus der Geschichte in Bonn
- 2006 EBU-Konferenz Migration und Integration: Europas große Herausforderung mit vier Intendanten, Programmmachern, Wissenschaftlern und Politikern aus ganz Europa in der Zeche Zollverein in Essen
- 2008 Programmkonferenz Ein Programm für Alle mit Programmverantwortlichen und Medienschaffenden aus Deutschland, Österreich und der Schweiz in der Deutschen Welle in Bonn
- 2009 Zweitägiges internationales Symposium Plötzlich so viel Heimat über den Wandel von Identität und Kultur in Film und Gesellschaft mit namhaften Wissenschaftlern und Filmemachen in Köln
- 2011 WDR-Bildungskonferenz mit NRW-Ministerpräsidentin Hannelore Kraft, Schulministerin Sylvia Löhrmann, Armin Laschet und Protagonisten aus Bildungs- und Kultureinrichtungen im Museum Kunstpalast Düsseldorf.
- 2012 Konferenz Vielfalt gestalten in Unternehmen, Medien und Stadtgesellschaft über interkulturelle Öffnung in den genannten Bereichen mit Spitzenvertretern von über 60 Wirtschaftsunternehmen, Stadtverwaltung, Politik, u. a. Staatsministerin Maria Böhmer, Arbeits- und Integrationsminister Guntram Schneider, CEO von BP-Europa Michael Schmidt, Ford-Chef Bernhard Mattes und den europäischen Solarpreisträger Ahmet Lokurlu im WDR-Funkhaus Köln.
- 2013 Jubiläumsveranstaltung Wir sind viele. Wir sind Vielfalt. – 10 Jahre Integrationsbeauftragter im WDR. Abendveranstaltung mit Akteuren aus Kultur, Gesellschaft und Medien, u. a. mit Staatsministerin Maria Böhmer, der Beauftragten der Bundesregierung für Migration, Flüchtlinge und Integration, mit dem ehemaligen WDR-Intendanten Fritz Pleitgen, mit Arbeits- und Integrationsminister Guntram Schneider, mit Kathrin Menges, Personalvorstand von Henkel und dem WDR-Chefredakteur Jörg Schönenborn. Die stellvertretende Intendantin Eva-Maria Michel eröffnete den Abend im WDR-Funkhaus in Köln.
- 2015 Jubiläumsveranstaltung Zehn Jahre WDR grenzenlos, u. a. mit der stellvertretenden WDR-Intendantin Eva-Maria Michel, NRW-Staatssekretär für Integration Thorsten Klute, dem ehemaligen WDR-Hörfunkdirektor Wolfgang Schmitz, Kabarettist Jürgen Becker sowie Absolventen von WDR grenzenlos.
- 2016 WDR Integrationsgipfel mit Akteuren aus Politik, Gesellschaft, Kultur und Medien zur Frage „Wie schaffen wir es?“, u. a. mit WDR-Intendant Tom Buhrow, NRW-Ministerpräsidentin Hannelore Kraft, dem Chef des Bundeskanzleramts, Peter Altmaier, der Kölner Oberbürgermeisterin Henriette Reker, dem Kölner Erzbischof Rainer Maria Woelki, NRW-Arbeitsminister Rainer Schmeltzer, NRW-Schulministerin Sylvia Löhrmann und dem künftigen Vorsitzenden der Bundesagentur für Arbeit, Detlef Scheele.[2]

## Bundesverdienstkreuz

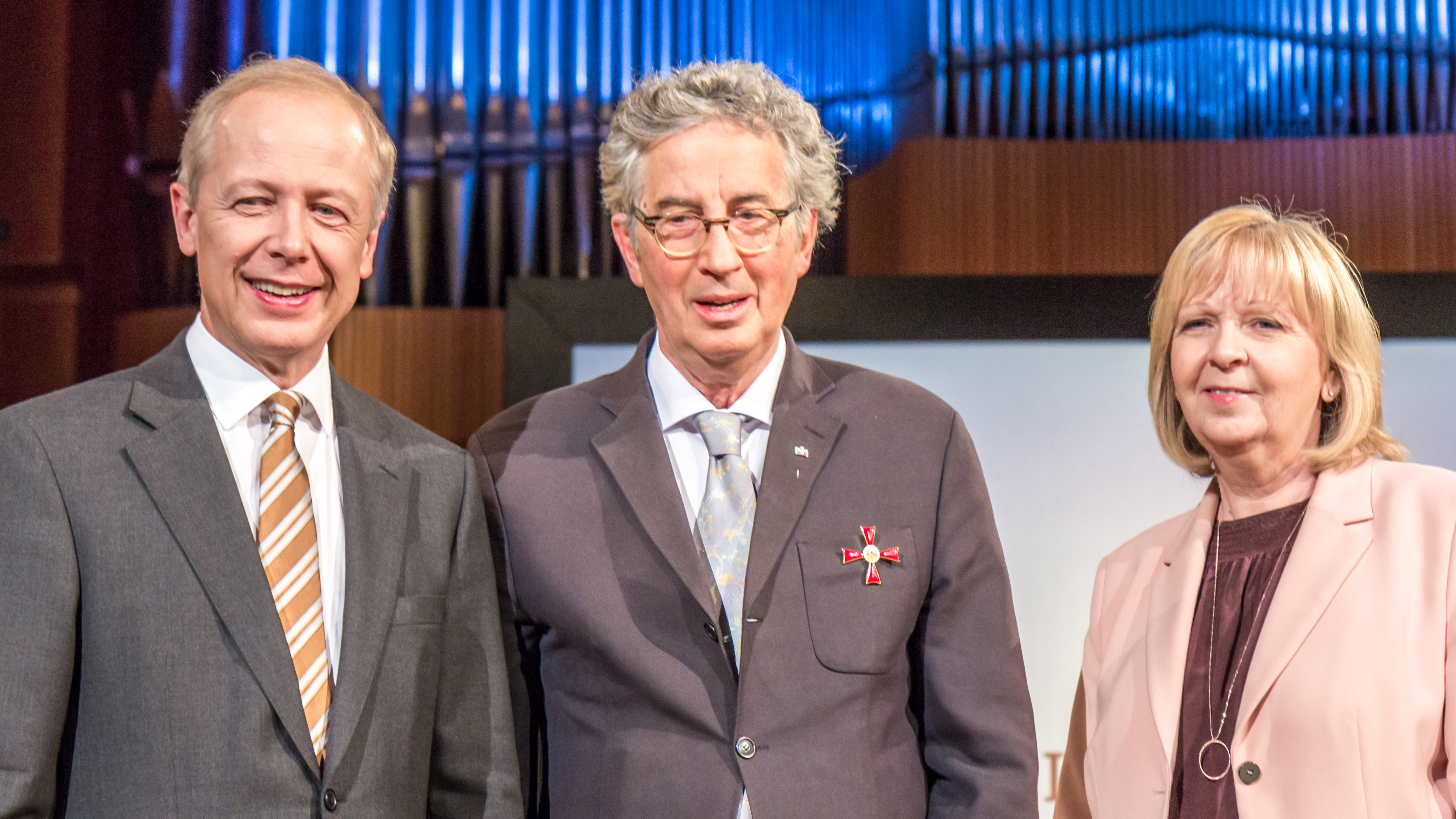
Verleihung des Bundesverdienstkreuzes durch Hannelore Kraft. Links: Tom Buhrow, Intendant des WDR.

Für sein Engagement in zahlreichen Integrationsprojekten wurde Zambonini am 23. November 2016 von Hannelore Kraft das Bundesverdienstkreuz 1. Klasse überreicht.

„Gualtiero Zambonini bringt Menschen zusammen. Er bringt zum Reden und zum Handeln. Seine Lebensthemen - Integration und Zuwanderung sind gerade in diesen Tagen Kernthemen unserer Gesellschaft. Herr Zambonini hat die Bedeutung dieser Themen früher als viele andere erkannt und hat sich weit über seine beruflichen Aufgaben hinaus dafür eingesetzt, dass Zusammenleben und Integration gelingen. Sein Lebenswerk verdient eine besondere Auszeichnung. Deswegen habe ich ihn gerne für den Verdienstorden der Bundesrepublik Deutschland vorgeschlagen. Bundespräsident Joachim Gauck ist diesem Vorschlag gefolgt. Es war mir eine Ehre, Dr. Gualtiero Zambonini heute das Bundesverdienstkreuz 1. Klasse auszuhändigen.“

„Nach dem Landesverdienstorden nun noch das Bundesverdienstkreuz! Ein schöneres Abschiedsgeschenk kann ich mir für Gualtiero Zambonini nicht vorstellen. Vor allem ihm haben wir es zu verdanken, dass der WDR in Sachen Medien und Integration eine Vorreiterrolle spielt - sowohl in unseren Programmen als auch in der Personalpolitik.“